# Makua (peuple)
Ne doit pas être confondu avec Makua (peuple de la République du Congo).
Pour les articles homonymes, voir Makua.

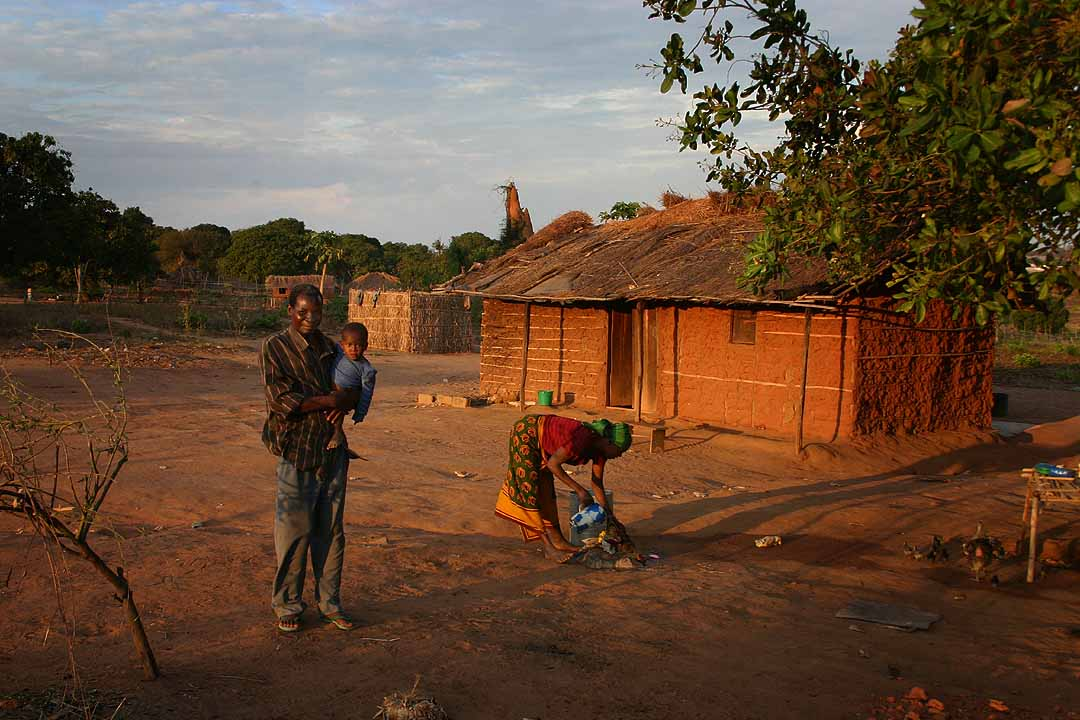
Famille à Nampula (Mozambique)

Les Makua sont une population bantoue d'Afrique orientale vivant au Mozambique, en Tanzanie, au Malawi, et au Nord de Madagascar.

## Ethnonymie
Selon les sources et le contexte, on observe différentes formes : Macoua, Macua, Macuas, Makhuwa, Makoane, Makoa, Mako, Makoua, Makouwa, Makuas, Makuwa, Makwai, Makwa, Mato, Meto, Wakua, Wamakua.

## Langues
Les Makua parlent une langue bantoue, le makua (ou makhuwa) et ses dialectes, tels que le makhuwa-marrevone, le makhuwa-meetto, le makhuwa-moniga, le makhuwa-saka ou le makhuwa-shirima.

## Culture

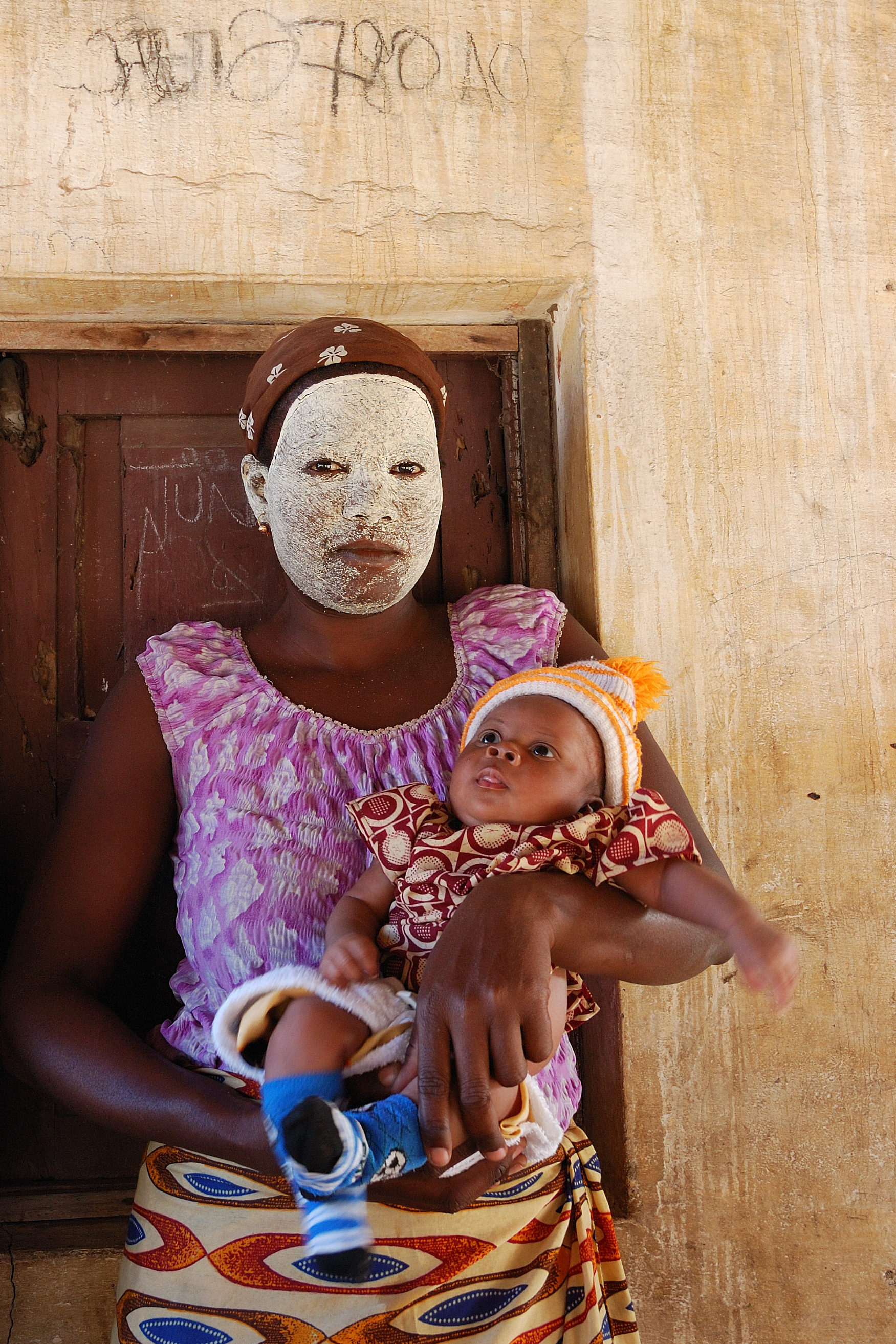
Jeune mère portant un masque musiro